# Change of Season
Change of Season è il quattordicesimo album del duo Hall & Oates, pubblicato nel 1990.

## Tracce
1. So Close – 4:39 (Jon Bon Jovi, George Green, Danny Kortchmar, Daryl Hall)
2. Starting All Over Again – 4:06 (Philip Mitchell)
3. Sometimes A Mind Changes – 4:09 (Hall)
4. Change Of Season – 3:54 (Bobby Mayo, Oates)
5. I Ain't Gonna Take It This Time – 4:01 (Hall)
6. Everywhere I Look – 5:42 (Hall)
7. Give It Up (Old Habits) – 4:24 (Terry Britten, Hall, Graham Lyle)
8. Don't Hold Back Your Love – 5:13 (Gerald O'Brien, David Tyson, Richard Page)
9. Halfway There – 5:31 (Hall)
10. Only Love – 4:36 (Joe Cang, Oates)
11. Heavy Rain – 5:26 (Dave Stewart)
12. So Close (Unplugged) – 4:53
13. Rip It Up (solo versione per il mercato giapponese)

## Formazione
- Daryl Hall: voce, chitarra, mandolino, piano, sintetizzatore, tastiere
- John Oates: voce, chitarra, bongo
- Tom Wolk: chitarre, basso, piano Wurlitzer Piano, percussioni, cori
- Jimmy Ripp: chitarre
- Bobby Mayo: tastiere, sintetizzatore, organo Hammond B-3, cori
- Charlie DeChant: sassofono
- Mike Braun: batteria, percussioni
- Jimmy Bralower: programmazione batteria elettronica Akai MPC-60
- Mike Klvana: programmazione sintetizzatori
- Pete Moshay: programmazione elettronica e sequencer
- Kenny Aronoff: batteria, percussioni
- Pat Mastelotto: batteria, percussioni
- Joe Franco: batteria, percussioni
- Waddy Wachtel: chitarre
- Danny Kortchmar: chitarre
- Bob Cadway: chitarre
- Buzz Feiten: chitarre
- Michael Thompson: chitarre
- Dave Stewart: chitarre
- Randy Jackson: basso
- Doug Stegmeyer: basso
- Bob Glaub: basso
- Dave Tyson: tastiere, basso
- Benmont Tench: tastiere
- Rich Tancredi: tastiere
- Dean Kraus: tastiere
- Eileen Ivers: violino
- Regis Iandorio: violino
- Jesse Levy: violoncello
- Olivia Koppell: viola
- Arif Mardin: arrangiamento archi

## Produzione
- David Barratt: coordinatore di produzione
- Daryl Hall, John Oates, Tom Wolk, Danny Kortchmar, Jon Bon Jovi, Ric Wake, Dave Tyson, Dave Stewart: produzione
- Bob Ludwig: mastering